# Колорадо (река, Тексас)
Вижте пояснителната страница за други значения на Колорадо.
Колорадо е най-дългата река изцяло в Тексас, САЩ. Тя извира в североизточната част на окръг Доусън и тече на югоизток в продължение на 1387 км и се влива в Мексиканския залив при залива Матагорда. Водосборният и басейн обхваща площ от 103 341 кв. км. По-големи градове по течението на реката са Остин, Колорадо Сити, Смитвил, Ла Гранж, Уортън и Матагорда.
Река Колорадо вероятно е тази, която кадоанските народи наричат Канахатино или Пашохоно от някои други народи. Първоначално тя е наречена от испанците през 1684 г. Сан Клементе. Рене Робер дьо Ла Сал и дава името Ла Саблониера през 1687 г. Името Колорадо означава на испански „червен“. То е погрешно название, тъй като водата на реката е бистра, а не червена. Повечето историци днес са съгласни, че името Колорадо първо се прилага от Алонсо де Леон през 1690 г. не към настоящата река, а за река Бразос. Съществуват значителни доказателства в подкрепа на теорията, че имената на двете реки са разменени по време на период на испанските проучвания. Настоящите имена са добре установени преди края на испанското присъствие в Тексас.
Реката първоначално тече през вълнистата прерията близо до Сан Саба, след това навлиза в хълмиста област и басейна на Ляно, след което преминава през серия от каньони, преди да достигне Остин. Над Остин земите по реката са обикновено груби, но под Остин реката преминава в плодородната крайбрежна низина. Основни притоци на Колорадо са Педерналес, Ляно, Сан Саба и Кончо. Колорадо има относително малък годишен отток, но въпреки това поражда един от най-сериозните дренажни проблеми в Тексас. В началото на 19 век бавното течение е образувало големи пясъчни и тинести наноси, които постепенно нарастват нагоре по реката, така че реката е била плавателна през 1839 г. само на 10 мили над устието. До 1858 г. ситуацията в окръзите Матагорда и Уортън става толкова лоша, че щата отпуска средства за изграждане на нов канал. Инженерния корпус на армията изгражда канала в средата на 1800те, но тъй като той не се поддържа след това наносите го запълват.
След Гражданската война Колорадо престава да бъде важна транспортна артерия. Делтата на реката е почистена от наносите през 1925 г., а през 1936 г. е изграден нов канал от Мексиканския залив до град Матагорда като по този начин принуждават реката да отлага седиментите директно в залива. С отстраняване на наноса, Матагорда, която е основно Тексаско морско пристанище до този момент остава без излаз на море.
Необходимостта от постоянен поток от вода за напояване в окръзите Уортън и Матагорда, в съчетание с необходимостта от мерки срещу наводненията са изградени езерата Травис и Бюканън. Три по-малки язовира са изградени в окръг Бърнет – Инкс, Джонсън и Марбъл Фолс, които се използват главно за енергийно производство.